# Acord sobre la frontera marítima soviètic-estatunidenc

Acord sobre la frontera marítima soviètic-estatunidenc fou signat l'1 de juny de 1990 i tot i que Rússia s'ha declarada successora de la Unió Soviètica, encara no ha estat aprovat per la Duma Estatal. El Senat dels Estats Units va donar el seu consell i consentiment per a la seva ratificació el 16 de setembre de 1991 i no té cap intenció de tornar a obrir l'afer. Al seu torn, l'acord USA-URSS és la confirmació de la Convenció de Estats Units-Rússia del 18 de març (O.S.)/ 30 de març (N.S.), 1867. La frontera marítima també és coneguda com la línia Baker-Xevardnadze o acord Baker-Xevardnadze, degut als funcionaris que van signar l'acord, el ministre d'afers exteriors soviètic Eduard Xevardnadze i el Secretari d'Estat dels Estats Units James Baker.
Des del punt, 65° 30' N, 168° 58' 37" O la frontera marítima s'estén al nord al llarg del meridià 168° 58' 37" O a través de l'estret de Bering i el mar dels Txuktxis a l'oceà Àrtic, tal com ho permet el dret internacional. Des del mateix punt cap al sud, el límit fronterer segueix una línia especificada per les posicions geogràfiques marítimes donades en l'Acord.

## Disputa
La necessitat de la frontera marítima va sorgir després que els Estats Units van comprar Alaska a l'Imperi Rus. En aquella època, els interessos marítims nacionals només es restringien al límit de tres milles. El tractat de compra va esmentar un límit a través del Mar de Bering; No obstant això, amb la introducció del límit de 200 milles per la Llei del mar, el problema de la frontera es va pressionar, ja que cap de les parts no podien produir els mapes utilitzats durant les negociacions de compra originals. A més, les dues parts van acceptar que el límit era una línia recta en un mapa, però no acceptaven quina projecció cartogràfica s'utilitzava: Mercator o conforme. Això va donar lloc a unes 15.000 milles quadrades nàutiques de la zona controvertida. La línia de 1990 va dividir la diferència entre les dues línies i va introduir diverses "àrees especials", que estaven més enllà de la zona de 200 milles, però en què les parts cedien els seus drets a l'oponent. La major part de la zona controvertida del mar de Bering es va acordar que pertanyia als Estats Units; el Congrés dels Estats Units va ratificar ràpidament l'acord, però la Unió Soviètica no va ratificar l'acord abans de la dissolució de la Unió Soviètica el 1991.
Molts a Rússia han criticat Mikhaïl Gorbatxov i Eduard Xevardnadze per precipitar l'acord, cedir els drets de pesca russos i altres beneficis marítims, i insisteixen en la renegociació. Els Estats Units continuen els seus esforços per fer complir la línia de fronteres contra la invasió de vaixells de pesca russos per tal d'obtenir l'evidència de "pràctica general de l'estat" que l'acord de 1990 és, de fet, la frontera marítima entre els dos països.